# Лісабонський собор
Лісабо́нський собо́р (порт. Sé de Lisboa), або Катедра́льний собо́р свято́ї Марі́ї Вели́кої (порт. Catedral de Santa Maria Maior) — католицький храм у Португалії, у столичному місті Лісабон. Катедральний собор Лісабонського патріархату. Резиденція лісабонських патріархів. Названий на честь Марії Великої. Найстаріша церква міста. Закладений 1147 року на місці старої мечеті, після звільнення Лісабона військами португальського короля Афонсу І. Поєднує в собі декілька архітектурних стилів — романський, готичний, бароковий. Висота будівлі — 12 м, ширина — 40 м, довжина — 90 м. У соборі зберігаються мощі святого Вікентія, патрона португальської столиці. Сильно постраждав під час Лісабонського землетрусу (1755), внаслідок якого була зруйнована головна готична каплиця та королівський пантеон. Капітально відреставрований на початку ХХ століття. Національна пам'ятка Португалії (1907).

## Назва
- Лісабо́нський собо́р (порт. Sé de Lisboa)
- Лісабо́нський патріа́рший собо́р (порт. Sé Patriarcal de Lisboa)
- Катедра́льний собо́р свято́ї Марі́ї Вели́кої (порт. Catedral de Santa Maria Maior)
- Лісабонський катедра́льний митрополичий патріарший собо́р свято́ї Марі́ї Вели́кої (порт. Sé Catedral Metropolitana Patriarcal de Santa Maria Maior de Lisboa)

## Історія
6 грудня 1383 року в ході Лісабонського повстання обурені міщани скинули з соборної вежі лісабонського єпископа Мартіна Саморського. Він був представником антипапи, прибічником про-кастильської партії.

## Поховані
- Бранка († 1389), інфанта, донька португальського короля Жуана I.